# Francisco Lezcano Lezcano
Francisco Lezcano Lezcano (Barcelona, 19 de enero de 1934) es un artista español afincado en Canarias desde su infancia. Ha cultivado la pintura, el dibujo, la poesía, la ciencia ficción, la escultora, el mural, la actuación y fue un pionero de la fotografía submarina. 

## Biografía
Nació en Barcelona y pasó su infancia y juventud en Las Palmas de Gran Canaria donde estudió bachillerato en el colegio de los jesuitas, San Ignacio de Loyola. En 1964 se instala en Madrid donde trabaja como técnico auxiliar en una multinacional de Construcción. Permanece en la capital española hasta 1971 fecha en la que se exilia a París con tres mil pesetas en el bolsillo y tres de sus cuadros bajo el brazo. Asfixiado por el ambiente represivo de la dictadura de Franco, se exilia a París y luego a Bruselas. En Bélgica le conceden ser Residente Privilegiado. Allí hizo amistad con el pastor Jean Lasserre y Jean Fabre, ambos activistas de la no violencia (Gandhi), de War Resisters y del Movimiento Internacional de Reconciliación. A ellos les debe sus dos primeras exposiciones por la Paz y el Desarme en Francia. Cuando regresa a Canarias, al inicio de la democracia española, organiza una exposición anti-atómica en el Real Club Victoria, en Las Palmas de Gran Canaria.
A Jean Fabre, expresidente y exsecretario del Partido Radical Italiano durante los años 1978 y 1979, líder internacional de la Objeción de Conciencia y del Movimiento Europeo por la no violencia, le debe la realización de diversas exposiciones pictóricas con motivos antimilitaristas, entre ellas la exposición celebrada en la Conferencia Internacional por el desarme en el Palacio de las Naciones Unidas, en Ginebra. Asimismo le debe la edición bilingüe del cuaderno de poesía "No queremos la Guerra" (Primera edición en Romans-Francia), la edición de "Oh el Ejército" (Dibujos de humor antimilitarista) y de "Vivir en Paz" (Cuaderno didáctico de dibujos por la paz, editado por WR-Resistente a la Guerra, en la Casa de la Paz de Bruselas.
Jean Fabre, dijo: Parece trabajar fuera del espacio y del tiempo, en una dimensión que le pertenece, todo en él es generación espontánea que va más allá de lo razonable desde el átomo a la estrella, del micro al macromundo, de lo figurativo a lo abstracto.[cita requerida]
Hasta la muerte de Francisco Franco, residió en Bruselas. Posteriormente, alternó su residencia entre Francia (Pamiers) y en Canarias (Las Palmas de Gran Canaria), dedicado a su multiplicidad de actividades artísticas y literarias. En la actualidad, reside en Las Palmas de Gran Canaria.
A partir de 1972, comparte proyecto como exposiciones y obras de teatro de mano, con Sean Mac Bride y Adolfo Pérez Esquivel (Premios Nobel de la Paz de los años 1974 y 1980, respectivamente). Armand Gatti, Delegado de Cultura del Ministerio Francés y cineastas sociopolíticos de Europa.
En una entrevista efectuada por Fernando P. Fuenteamor en Francia en 1978 para la revista OZONO (Madrid), Francisco Lezcano se consideraba un artista “underground”, si esta palabra define el marginalismo, el anti-consumismo, la protesta, la no participación en los “circuitos”, la desobediencia civil, sin que ello sea considerado una etiqueta.
Sus poemas han sido publicados en Francia,Bélgica,Países Bajos,Italia,Portugal,Alemania,Polonia,Argentina,México y por supuesto también en España.

## Trayectoria

### Literatura
Como escritor ha publicado varias obras poéticas y junto a sus hermanos Pedro Lezcano y Miguel Lezcano, la obra “Tres hermanos con mucho cuento”, una antología narrativa editada por el escritor Juan Carlos de Sancho, director de las ediciones El Rinoceronte de Durero. También está incluido junto a sus hermanos Pedro, Ricardo y Miguel en el libro 'Cuatro hermanos en la isla del tiempo' (Editorial El Rinoceronte de Durero, ISBN:978-84-609-2456-2). Sus poemas han sido traducidos al francés, italiano, holandés y portugués. Es miembro de la Comunidad Europea de Escritores y miembro de honor de la Academia Internacional de Artes, Ciencias y Letras “Potzen” de Nápoles (Italia). Ha participado como invitado en la Charla Literaria 'El Ultílogo', celebrada en Gáldar (Gran Canaria)
Es destacable su afición y buen hacer en Ciencia Ficción, donde tiene no solo relatos, sino también magníficos dibujos que narran un mundo inexistente fuera de nuestro planeta, de una calidad e imaginación extraordinarios. Podríamos decir que pertenece a la llamada segunda generación de escritores españoles dedicados a este tipo de literatura.
Obras literarias
- 2002, La otra lógica = L'autre logique, Editor: Francisco Lezcano Lezcano,  ISBN 13: 978-84-607-4535-8
- 2007, La palabra, Anroart Ediciones,  ISBN 13: 978-84-96887-26-8
- 2010, El niño distinto y otros cuentos, Ediciones Idea, ISBN 13: 978-84-9941-291-7
- 2003, Tres hermanos con mucho cuento, Caja Insular de Ahorros de Canarias, ISBN 13: 978-84-87832-53-6
- 2019, Fayna, la canaria, Ediciones Idea, ISBN 13: 978-84-17764-18-0
- 2024, Cuentos fantásticos, Ediciones Garoé, ISBN 13: 978-84-19932-14-3

### Pintura
Para la realización de sus pinturas, utiliza de forma prioritaria, elementos vegetales o minerales, así como conceptos y procedimientos sugeridos por la alquimia.
En 1961 crea junto a  Felo Monzón, Lola Massieu, Pino Ojeda y Rafaely  el Grupo Espacio.
Ha realizado diversas exposiciones en varios países europeos. Destaca la exposición Pro No violencia que se celebró en agosto de 1964 en el Real Club Victoria de Las Palmas de Gran Canaria (Recogido en el número 113-114, de julio y agosto de 1964, de la revista literaria-cultural Mujeres en la Isla). Las últimas exposiciones se han celebrado en la isla de Gran Canaria, donde cuenta con residencia fija, destacando la exposición 'Palabra y Sociedad' celebrada en junio de 2016 en Gáldar; la muestra 'Viajes de ultramundos-002', celebrada en Arucas (Gran Canaria) en febrero de 2017, y que da continuidad a la expuesta en la sala del Centro Cultural Cicca en Las Palmas de Gran Canaria en 2010, y la exposición 'Crear', celebrada en la Casa de la Cultura de Firgas en agosto de 2017